# گزانی حسین بازار
گزانی حسین بازار،  روستایی در دهستان پلان بخش پلان شهرستان چابهار در استان سیستان و بلوچستان ایران است.

## جمعیت
بر پایه سرشماری عمومی نفوس و مسکن در سال ۱۳۹۵، جمعیت این روستا برابر با ۳۴۹ نفر (۸۴ خانوار) بوده‌است.